# Colchicum zahnii
Colchicum zahnii là một loài thực vật có hoa trong họ Colchicaceae. Loài này được Heldr. miêu tả khoa học đầu tiên năm 1900.